# Fumihiko Maki
Pour les articles homonymes, voir Maki.
 (janvier 2016).
Si vous disposez d'ouvrages ou d'articles de référence ou si vous connaissez des sites web de qualité traitant du thème abordé ici, merci de compléter l'article en donnant les références utiles à sa vérifiabilité et en les liant à la section « Notes et références ».
Fumihiko Maki (槇 文彦, Maki Fumihiko), né le 6 septembre 1928 à Tōkyō et mort le 6 juin 2024, est un architecte contemporain japonais, lauréat du Prix Pritzker en 1993.

## Formation
Fumihiko Maki étudie l'architecture à l'université de Tokyo dont il est diplômé en 1952. Parmi ses professeurs, figure Kenzō Tange.
Il poursuit sa formation aux États-Unis, passant son master en architecture à la Cranbrook Academy of Art en 1953 et à l'université Harvard en 1954.
Outre ses maîtres japonais et américains, il est fortement influencé par l'architecture européenne, en particulier Le Corbusier et le Bauhaus de Walter Gropius.

## Parcours
En 1956, il exerce comme professeur adjoint à l'université Washington de Saint-Louis, où il lui est demandé de concevoir le Steinberg Hall. Ce sera son premier bâtiment réalisé aux États-Unis.
En 1959, il forme le mouvement métaboliste avec Kisho Kurokawa, Kiyonori Kikutake et d'autres jeunes architectes et urbanistes japonais à Tokyo. Son essai de 1964, Investigations in Collective Form, évoque les fondements théoriques du mouvement, notamment la croissance et la flexibilté des mégastructures.
Il reste ensuite jusqu'en 1965 aux États-Unis où il travaille pour Skidmore, Owings and Merrill, ainsi que pour Sert Jackson and Associates.
En 1965, il retourne à Tōkyō et fonde sa propre agence, Maki and Associates. C'est une petite structure qui préfère s'associer avec des groupes plus importants en fonction de la taille des projets. Parallèlement, il enseigne de 1979 à 1989 à l'université de Tokyo et publie plusieurs ouvrages.
En 1993, Fumihiko Maki est le deuxième Japonais à recevoir le prix Pritzker d'architecture (souvent comparé au Prix Nobel pour cette discipline). Son maître Kenzō Tange l'avait reçu en 1987.
En juillet 2003, Fumihiko Maki, associé à Jean Nouvel (France), et Norman Foster (Grande-Bretagne) sont choisis pour édifier trois des cinq tours du projet de reconstruction du site « Ground Zero » de reconstruction du World Trade Center, à New York, le projet d'ensemble étant confié à l'Américain Daniel Libeskind.
En 2004, il remporte le concours pour l'extension du palais de l’ONU à New York. Associé à l’agence américaine Skidmore, Owings and Merrill, il réalise un immeuble de bureaux de 35 étages  qui devrait être livré en 2018, d’un coût d’environ 330 millions de dollars américains. Le concours, sur invitation, était réservé aux lauréats du Prix Pritzker.

## Style et caractéristiques
Fumihiko Maki sait inventer son style propre, résolument moderne, mais respectueux des pulsions naturelles et des singularités de la culture japonaise.
Il se réfère souvent aux folles parties de cache-cache des enfants et aux « lieux de refuge et de perspective » qui leur permettent de voir sans être vus.
Il construit des chemins de circulation en boucle qui mènent à des places abritées offrant un but à atteindre.
Il introduit la notion de l'oku, ces couches spatiales imbriquées qui dissimulent mais ne cachent pas entièrement. Il s'oppose à l'architecture manichéenne, totalement opaque ou totalement transparente qui prolifère dans les villes modernes.
Concrètement son architecture est faite de béton, de métal et de verre, mais il sait aussi intégrer la mosaïque, l'aluminium anodisé et le bois dans les aménagements intérieurs.
Au Japon, où les normes anti-sismiques sont draconiennes, il sait jouer sur la légèreté pour respecter ces contraintes.
Il sait conduire des projets sur des durées inhabituelles pour un architecte. L'exemple le plus frappant est le projet de zone d'habitations, de bureaux et de commerces de Hillside Terrace Complex, à Shibuya (Tōkyō). Il pilote le projet depuis la première phase en 1969 jusqu'à la quatrième phase en 1992.

## Principales réalisations

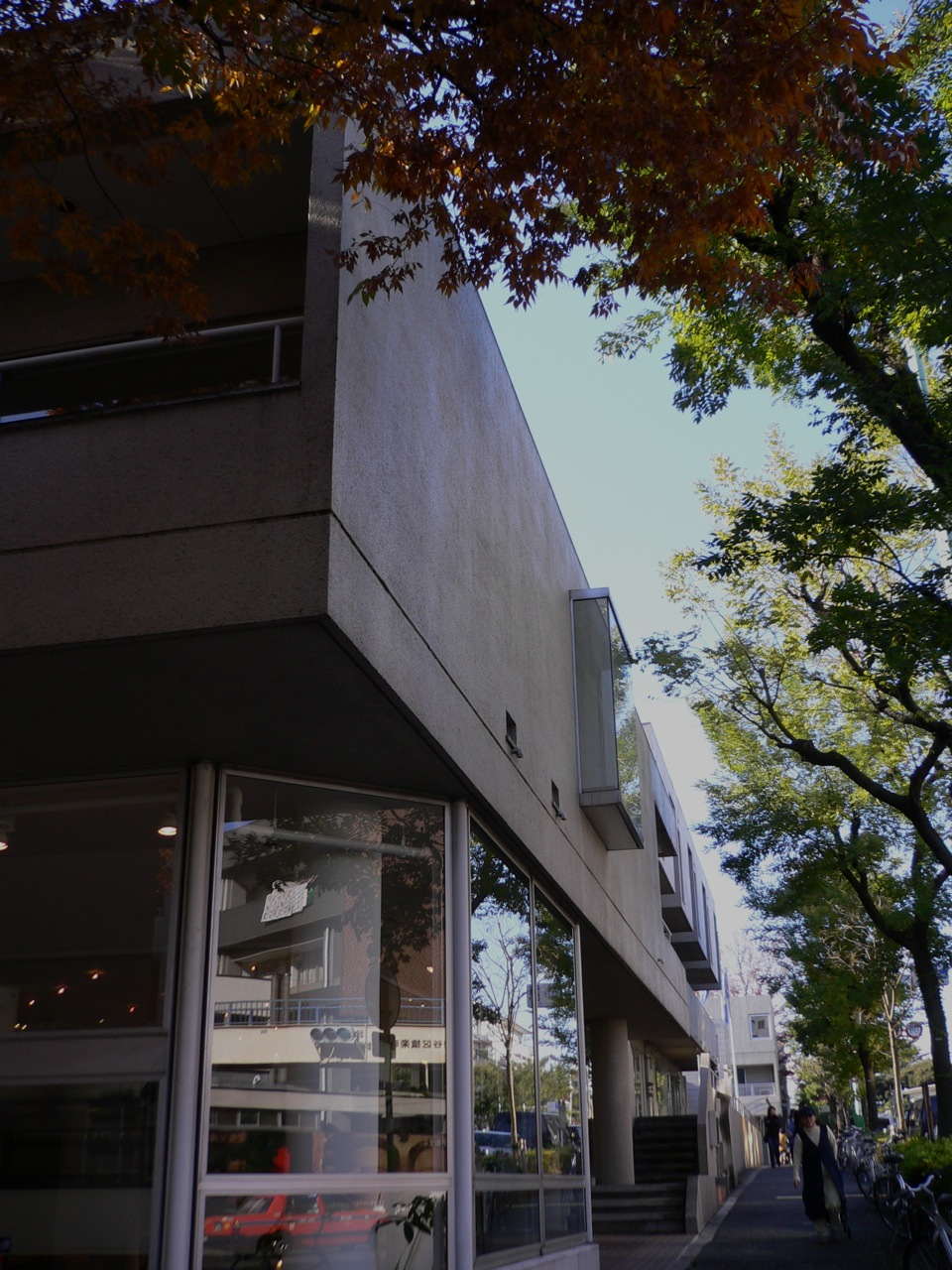
Hillside Terrace Complex phase 1

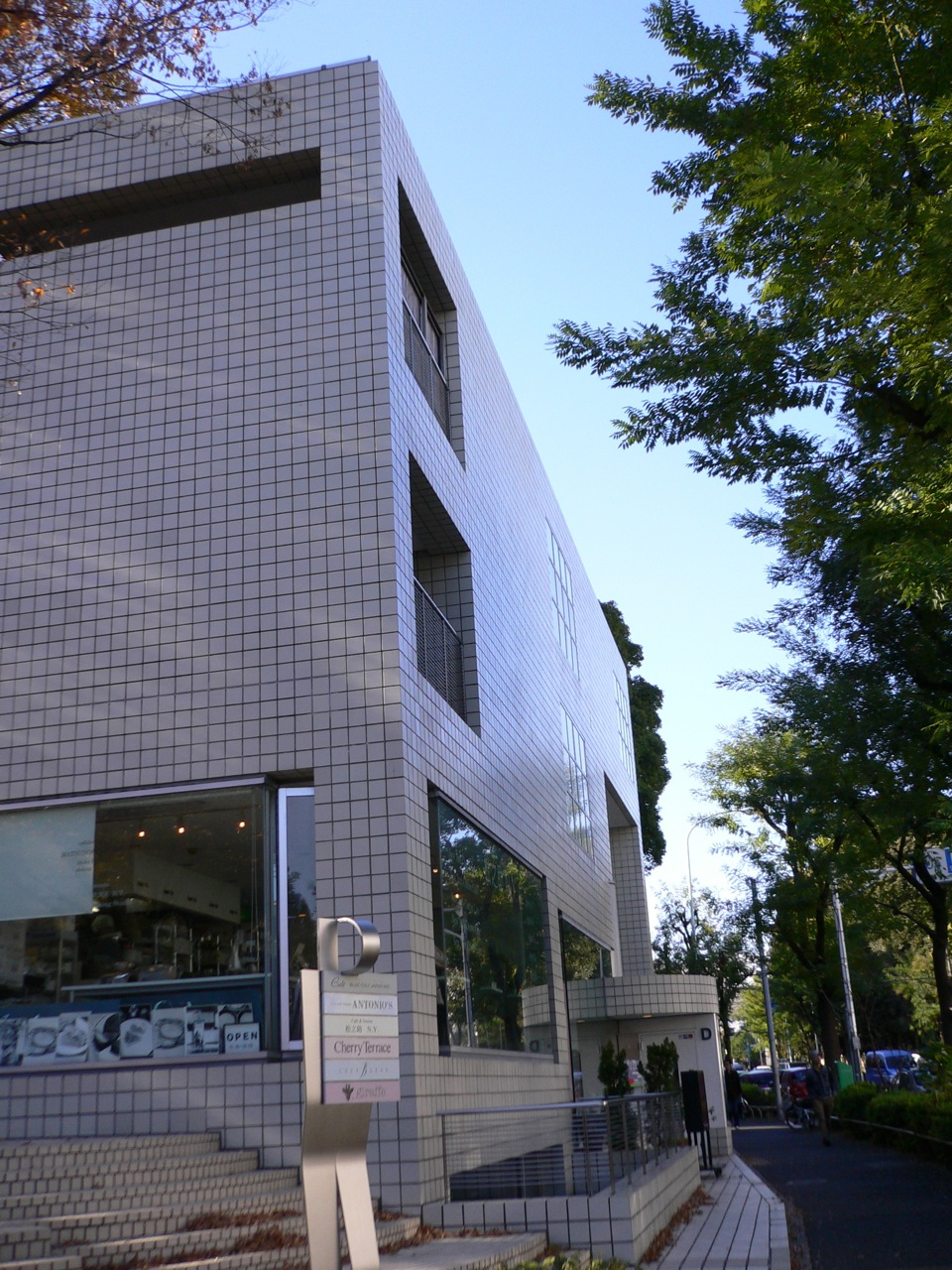
Hillside Terrace Complex phase 3

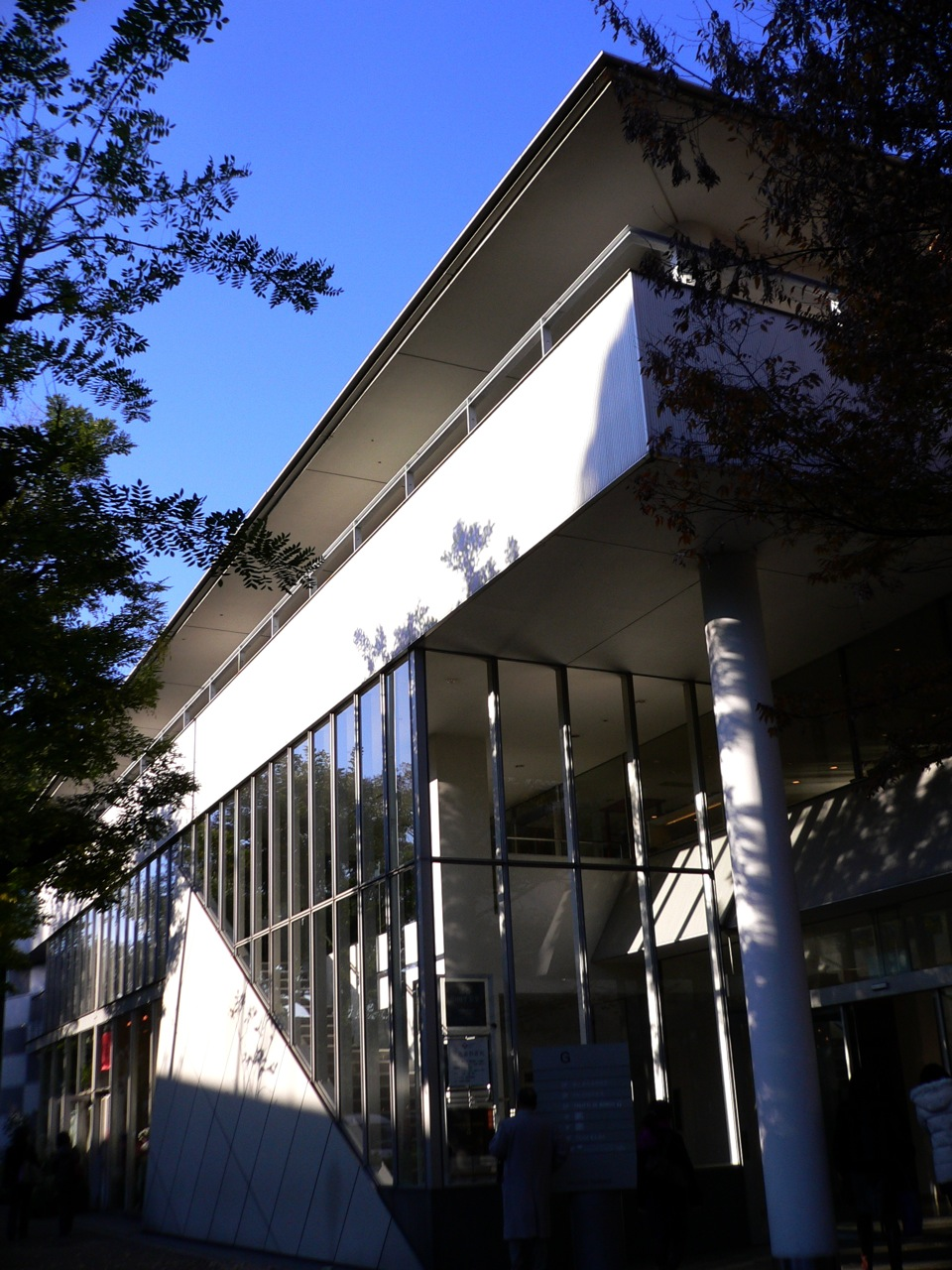
Hillside Terrace Complex phase 4

- 1960 : Nagoya University Toyoda Memorial Hall Auditorium Higashiyama, Nagoya
- 1962 : Chiba University Memorial Auditorium
- 1969 : Hillside Terrace Complex ; phase 1 ; Shibuya, Tōkyō
- 1971 : Kanazawa Ward Office Yokohama
- 1973 : Hillside Terrace Complex ; phase 2 ; Shibuya, Tōkyō
- 1974 : Tsukuba University Center for School of Arts & Physical Education Tsukuba, Ibaraki
- 1977 : Hillside Terrace Complex ; phase 3 ; Shibuya, Tōkyō
- 1977 : Kota Kinabaru Sports Complex and Park, Pool Sabah, Malaisie
- 1978 : Iwasaki Art Museum Ibusuki, Kagoshima
- 1978 : Sea Side Town ; Kanazawa ; Yokohama, Kanagawa
- 1979 : Royal Danish Embassy ; Shibuya, Tōkyō
- 1981 : Kyoto Craft Center, Kyoto
- 1984 : Fujisawa Municipal Gymnasium Fujisawa, Kanagawa
- 1985 : Tsukuba Expo '85 International Pavilions [Block A] Tsukuba, Ibaraki
- 1985 : West Plaza à Yokohama Central Station Yokohama, Kanagawa
- 1986 : National Museum of Modern Art, Kyōto
- 1987 : Hillside Plaza Hall Shibuya, Tōkyō
- 1989 : Toyama Shimin Plaza Musical Hall, Toyama
- 1989 : TEPIA, Tōkyō
- 1989 : Makuhari Messe, Chiba
- 1990 : Tokyo Metropolitan Gymnasium Sendagaya, Tōkyō
- 1992 : Hillside Terrace Complex ; phase 4; Shibuya, Tōkyō
- 1993 : Yerba Buena Center for the Arts ; Californie, USA
- 1993 : YKK R&D Center Sumida, Tōkyō
- 1994 : Kirishima International Concert Hall ; Makizono, Kagoshima
- 1995 : Isar Büropark ; Munich, Allemagne
- 1996 : Floating Pavilion; Groningue, Pays-Bas
- 1997 : Kaze-no-Oka Crematorium; Nakatsu, Oita
- 1998 : Makuhari Messe II, North Hall ; Chiba
- 1999 : Toyama International Conference Center, Toyama
- 2001 : Maki Solitare; Düsseldorf, Allemagne
- 2002 : TRIAD bureaux, galerie marchande, Azumi, Nagano
- 2002 : Siège social Rolex, Tōkyō
- 2003 : Yokohama I-land Tower bureaux et hall d'expositions
- 2003 : TV Asahi, Tōkyō
- 2009 : MIT Media Lab, Cambridge, USA[5]
- 2013 : Four World Trade Center, New York, États-Unis
- 2014 : Musée Aga Khan, Toronto, Canada
- 2017 : Sea World Culture and Arts Center, Shekou, Chine

### Projets en cours ou futurs
- Nouveau bâtiment du siège de l'ONU à New York